# Gustav Schmidt (Schauspieler)
Gustav Schmidt (* 4. April 1996 in Magdeburg) ist ein deutscher Schauspieler.

## Leben
Gustav Schmidt wuchs in seiner Geburtsstadt Magdeburg auf. Von 2014 bis 2018 absolvierte er eine Schauspielausbildung an der Hochschule für Schauspielkunst „Ernst Busch“ in Berlin. 2014 trat er am bat-Studiotheater in Die Bakchen von Euripides (Regie: Branko Janack) auf. In der Spielzeit 2016/17 spielte er an der Berliner Schaubühne den Lacroix in Dantons Tod (Regie: Peter Kleinert) in einer Produktion der Ernst-Busch-Hochschule.
Ab Spielzeitbeginn 2018/19 war Schmidt bis 2020 für zwei Spielzeiten festes Ensemblemitglied am Theater Bonn. Dort spielte er u. a. Lysander in Ein Sommernachtstraum, Edmund Tyrone in Eines langen Tages Reise in die Nacht, Cleante in Der eingebildete Kranke, Spiegelberg in Die Räuber sowie in der Produktion Oh wie schön ist (Panama) Malta.
Schmidt wirkte auch in Film- und Fernsehproduktionen mit. 2016 drehte er, an der Seite von Sunnyi Melles, den Kurzfilm Der Junge der die Liebe suchte (Regie: Adrian von der Borch), eine Produktion der HFF München. Schmidt verkörperte darin in einer Hauptrolle den mit seiner Mutter allein im Wald lebenden Jungen Ilia, der in einen tödlichen Eifersuchtskampf zwischen seiner Mutter und einem jungen Mädchen, das er mit nach Hause bringt, gerät.
Seine erste Fernsehhauptrolle hatte Schmidt in der ARD-Märchenfilmreihe Sechs auf einen Streich. In dem im Juni 2017 in verschiedenen Schlössern und Orten in und um Köln und Düsseldorf gedrehten Fernsehfilm Das Wasser des Lebens (Erstausstrahlung: Dezember 2017) spielte er die Rolle des jungen Prinzen Lennard, der durch sein gutes Herz die Menschen für sich einnimmt.
Anfang 2017 drehte er für das ZDF den Film Wir lieben das Leben. In der von Sherry Hormann inszenierten TV-Tragikomödie, die im April 2018 erstausgestrahlt wurde, spielte Schmidt als Thorsten („Tröte“) eine der Hauptrollen; er war neben Ludwig Simon, Mohammed Issa, Melina Fabian und Valerie Stoll einer der Mittelstufenschüler, die unter Anleitung einer engagierten Lehrerin ein Lied von Vicky Leandros für eine Schulaufführung einstudieren. In der ARD-Krimireihe Der Kroatien-Krimi (2019) verkörperte Schmidt in der Rolle des Dejan den heimlichen Freund einer 18-jährigen Gastwirtstochter, die in einem abgelegenen Bergstädtchen im Hinterland von Dalmatien erschlagen aufgefunden wird. Im Tatort: Neugeboren (Erstausstrahlung: Mai 2021), dem ersten Fall des Bremer Ermittlertrios Moormann, Andersen und Selb, verkörperte Schmidt den tatverdächtigen jungen Marco Stiehler, der in einem Bremer Brennpunktviertel eine kleine Kiez-Kneipe führt und dessen Familie in einem „Sumpf aus Lügen, Drogen und geplatzten Träumen“ steckt. In dem Thriller-Drama Die Verteidigerin – Der Gesang des Raben (2023) spielte Schmidt, an der Seite von Martina Gedeck, den wegen Mordes verurteilten Schwarzwälder Schweinebauern Samuel Brunner, dessen Pflichtverteidigerin ein Wiederaufnahmeverfahren zu erreichen sucht. In dem Fernsehfilm Nichts, was uns passiert (2023) spielte Schmidt an der Seite von Emma Drogunova den Promotionsstudenten und potentiellen Vergewaltiger Jonas. Im Berliner Tatort: Nichts als die Wahrheit (2023) war er als mit rechten Netzwerken sympathisierender Polizeischüler Ralf Lompert zu sehen. In der 4. Staffel der ZDF-Serie Jenseits der Spree (2024) spielte er eine dramatische Episodenhauptrolle als tatverdächtiger junger Mann, der in einer verhängnisvollen Verbindung zu einer getöteten Taxifahrerin steht. In der 4. Staffel der TV-Serie Sisi (2024) verkörperte er König Ludwig II. von Bayern. In der ZDFneo-Serie Crystal Wall (2025) verkörperte Schmidt den kunstsinnigen Millionenerben Nicolas Dardenne.
Schmidt wirkte außerdem im Musikvideo Immer noch da der deutschen Band Gloria mit. Zu seinen Hobbys gehören Karate und Breakdance, er spielt auch Gitarre. Gustav Schmidt lebt in Berlin und Köln.

## Filmografie (Auswahl)
- 2016: Der Junge der die Liebe suchte (Kurzfilm, HFF München)
- 2017: Sechs auf einen Streich: Das Wasser des Lebens (Fernsehreihe)
- 2018: Wir lieben das Leben (Fernsehfilm)
- 2018: SOKO Wismar (Fernsehserie, Folge Weggesperrt)
- 2019: Der Kroatien-Krimi: Der Mädchenmörder von Krac (Fernsehreihe)
- 2019–2021: Wir sind jetzt (Fernsehserie)
- 2021: Tatort: Neugeboren (Fernsehreihe)
- 2021: Kranitz – Bei Trennung Geld zurück (Fernsehserie, Folge 2: Toto & Tom – Der Honesty Prank)
- 2022: Das Begräbnis (Fernsehserie)
- 2022: Alle für Ella
- 2023: Die Verteidigerin – Der Gesang des Raben (Fernsehfilm)
- 2023: Drifter
- 2023: Nichts, was uns passiert (Fernsehfilm)
- 2023: Tatort: Nichts als die Wahrheit (Fernsehreihe)
- 2023: Das Fest der Liebe (Fernsehserie)
- 2024: Maxton Hall – Die Welt zwischen uns (Fernsehserie, zwei Folgen)
- 2024: Landkrimi: Steirergift (Fernsehreihe)
- 2024: Jenseits der Spree (Fernsehserie, Folge Was damals war)
- 2024: Sisi (Fernsehserie)
- 2024: Tatort: Colonius (Fernsehreihe)
- 2025: Wilsberg: Achtsam bis tödlich (Fernsehreihe)
- 2025: Crystal Wall (Fernsehserie)
- 2025: Stralsund: Blutgeld (Fernsehreihe)

## Hörspiele
- 2020: Der stumme Tod von Volker Kutscher, Hörspielserie zu Babylon Berlin, WDR u. a.
- 2022: Erdsee von Ursula K. Le Guin, Hörspielserie, WDR[23]